# Kaplica św. Barbary w Baciutach
Kaplica pod wezwaniem św. Barbary – prawosławna kaplica filialna (tzw. czasownia) w Baciutach. Należy do parafii św. Mikołaja w Topilcu, w dekanacie Białystok diecezji białostocko-gdańskiej Polskiego Autokefalicznego Kościoła Prawosławnego.
Kaplica pochodzi z końca XVIII wieku. Początkowo unicka, po 1839 prawosławna. Wpisana do rejestru zabytków 25 sierpnia 1983 pod nr A-453.